# Veljko Vičević
Veljko Vičević (Podčudnič, Čavle, 14. rujna 1953. – Rijeka, 8. studenoga 1997.) bio je hrvatski novinar. 

## Životopis i karijera
Završio je komparativnu književnost na Filozofskom fakultetu u Zagrebu (1981.). Od 1981. radio u Novom listu, gdje je bio korektor, lektor i novinar u sportskoj i unutrašnjopolitičkoj rubrici, komentator, urednik i zamjenik glavnog urednika, a od 1990. do smrti 1997. godine glavni i odgovorni urednik lista. Pod njegovim vodstvom Novi list je izrastao u vodeći nacionalni dnevnik koji se redovito citirao u europskim institucijama, a njegovi članci prenosili u mnogim svjetskim novinama.